# Clark Robertson
Clark Robertson (5 september 1993) is een Schotse voetballer (verdediger) die sinds 2009 voor de Schotse eersteklasser Aberdeen FC uitkomt. 
Robertson maakte zijn debuut op 1 mei 2010 in de met 1-3 verloren wedstrijd tegen Hamilton Academical.
1 Lewis ·
2 Logan ·
3 Shinnie  ·
4 Considine ·
5 McKenna ·
6 Reynolds ·
7 Forrester ·
8 Gleeson ·
9 Wilson ·
10 McGinn ·
11 Mackay-Steven ·
14 Tansey ·
15 Wright ·
16 Cosgrove ·
17 May ·
18 Devlin ·
19 Ferguson ·
20 Černý ·
21 Ball ·
23 Ross ·
24 Campbell ·
25 Anderson ·
27 McLennan ·
28 Hoban ·
29 Lowe ·
Coach: McInnes